# Time Bokan Series: Bokan to Ippatsu! Doronbo
Time Bokan Series: Bokan to Ippatsu! Doronbo (タイムボカンシリーズ ボカンと一発!ドロンボー Taimu Bokan Shirīzu Bokan to Ippatsu! Doronbō?) es un videojuego basado en el anime de 1975 conocido en español como Time Bokan. Fue desarrollado por Eleven y publicado originalmente para PlayStation en noviembre de 1996 por Banpresto, solo en Japón. En septiembre de 1997 se publicó para Sega Saturn una versión con algunos elementos adicionales bajo el título Bokan to Ippatsu! Doronbo Kanpekiban (ボカンと一発!ドロンボー 完璧版 Bokan to Ippatsu! Doronbō Kanpekiban?).
- Datos: Q11338534